# Сонно Дзёи
Сонно Дзёи (яп. 尊皇攘夷, Сонно: Дзё:и) — японское политическое движение периода Эдо, название которого происходит от лозунга «Да здравствует Император, долой варваров!».
Лозунг был взят из теории об абсолютной лояльности к императору (яп. 尊皇論, сонно: рон), разработанной Такэноути Сикибу (яп. 竹内式部), со следствием из неё, что лояльностью к правящему сёгунату Токугава можно пренебречь. Идея об изгнании варваров (европейцев и американцев) была реакцией на неравноправные торговые договоры, навязанные Японии после прибытия в неё «чёрных кораблей» коммодора Пэрри в 1853 году и яростно ненавидимые по всей Японии. 200 с лишним лет изоляции Японии от внешнего мира привели к тому, что появление на японской земле иностранцев воспринималось резко негативно. Правительство сёгуната, допустившее это, многими в Японии стало рассматриваться как совершившее неслыханное предательство и, следовательно, потерявшее право на управление страной. Сторонники этих взглядов поначалу не имели какой-то чёткой программы действий, за исключением того, чтобы перебить предателей, свергнуть бакуфу и по священной воле императора изгнать варваров, чтобы все стало как раньше, только лучше, или хотя бы спровоцировать войну между варварами и бакуфу.
Лозунг использовался в качестве боевого девиза во время восстаний в княжествах Тёсю и Сацума. Императорский двор в Киото симпатизировал этому движению. Группы ронинов (самураев без хозяина), разделявших эти идеи, совершали убийства сторонников сёгуната и иностранцев, в частности, они убили британского торговца Чарльза Ричардсона.
Это было зенитом движения. Западные страны ответили на убийства требованием огромных репараций и обстрелом столицы княжества Сацума — Кагосимы после того, как они их не получили. Этот инцидент послужил ослаблению режима Токугава, после него образовался союз между мятежными княжествами Сацума и Тёсю, что впоследствии привело к реставрации Мэйдзи. Одновременно это показало, что Япония слишком слаба для противостояния западной военной мощи.
Нужно сказать, что этот девиз так никогда и не стал линией поведения правительства или даже мятежников. Несмотря на всю риторику, мятежное княжество Сацума, в частности, вело крупную торговлю с западными странами, закупая у них ружья, артиллерию, корабли и многое другое технологичное оборудование. После восстановления императорской власти во время реставрации Мэйдзи лозунг был быстро похоронен и заменён на другой: «Фукоку Кёхэй» (яп. 富国強兵 фукоку кё:хэй, «Богатая страна, сильная армия»). Этот девиз активно воплощался в жизнь во время периода Мэйдзи, в итоге чего через несколько десятилетий Япония стала одной из крупнейших мировых держав.